# Ministère de la Pêche
 (novembre 2024).
Le ministère de la Pêche est un ministère danois.
Le ministre de la Pêche est Jacob Jensen depuis le 15 décembre 2022.

## Historique
Créé en 1947, il est rattaché au ministère de l'Alimentation et de l'Agriculture en 1996. Il est recréé en 2018.

## Liste des ministres
| Nom | Nom             | Gouvernement        | Début du mandat  | Fin du mandat    |
| --- | --------------- | ------------------- | ---------------- | ---------------- |
|     | Eva Kjer Hansen | Løkke Rasmussen III | 2 mai 2018       | 27 juin 2019     |
|     | Mogens Jensen   | Frederiksen I       | 27 juin 2019     | 19 novembre 2020 |
|     | Rasmus Prehn    | Frederiksen I       | 19 novembre 2020 | 15 décembre 2022 |
|     | Jacob Jensen    | Frederiksen II      | 15 décembre 2022 | en cours         |